# (73155) 2002 GU110
(73155) 2002 GU110 – planetoida z pasa głównego asteroid okrążająca Słońce w ciągu 3,72 lat w średniej odległości 2,4 j.a. Odkryta 10 kwietnia 2002 roku.